# Gyaritodes javanicus
Gyaritodes javanicus là một loài bọ cánh cứng trong họ Cerambycidae.